# Léonce Laugier
Pour les articles homonymes, voir Laugier.
Jean Joseph Marie Léonce Laugier (1829-1900) est un haut-fonctionnaire et administrateur colonial français.

## Biographie
Fils de Joseph Honoré Isidore Laugier, avocat à Draguignan, et de Marguerite Françoise Gattier, Léonce Laugier fait toute sa carrière au ministère de l'Intérieur français, et entre en 1850 comme attaché à la préfecture du Var, où il en nommé chef de cabinet, puis successivement chef de division à la préfecture du Puy-de-Dôme et de la Savoie. En 1868, il devient secrétaire général de l'Intérieur en Cochinchine. 
Le 9 mars 1871, il est nommé directeur des services intérieurs rattachés à l'île de La Réunion. 
En février 1879, il devient gouverneur de l'Inde française, poste qu'il occupe jusqu'en avril 1881.
Mis en retraite, il meurt à Draguignan en 1900.

## Distinctions
- Officier de la Légion d'honneur (7 août 1877)[1]
- Officier de l'Ordre royal du Cambodge

## Postérité
Le Fond Laugier, un quartier à cheval sur Les Abymes et Pointe-à-Pitre, porte son nom.